# Sam Adekugbe
Samuel Ayomide Adekugbe (* 16. Januar 1995 in London, England) ist ein kanadisch-nigerianischer Fußballspieler. Er besitzt zudem die englische Staatsangehörigkeit.

## Karriere

### Verein
In seiner Jugend spielte er bis 2004 beim englischen AFC Clayton und zog mit seinen Eltern im Alter von 10 Jahren nach Kanada. Danach spielte er für die Calgary Foothills Saints und ging später in die Reserve-Mannschaft der Vancouver Whitecaps über. Im August 2013 wechselte er dann in deren erste Mannschaft. Hier kam er dann erstmals zum Abschluss der Saison am 28. Oktober 2013 zum Einsatz, wo er auch in der Startelf stand. Danach kam er aber nur noch vereinzelt zum Einsatz und war vermehrt eher in der zweiten Mannschaft vertreten.
Für die Spielzeit 2016/17 wurde er dann nach England zu Brighton & Hove Albion verliehen. Hier kam er in der Championship aber auch nur ein einziges Mal zum Einsatz, vielmehr war er ein paar Mal für die zweite Mannschaft im Einsatz. Nach seiner Rückkehr ging es per Leihe noch einmal in Schweden beim IFK Göteborg weiter, wo er bis Ende 2017 spielte. Hier spielte er von Anfang an auch gut mit, fiel danach wegen einer Oberschenkelverletzung für fünf Spieltage aus und kam danach nur noch zu wenigen Einsätzen.
So verließ er Vancouver dann auch Anfang 2018 und schloss sich in Norwegen Vålerenga an. Für diese kam er nun schließlich auch wieder vermehrt zum Einsatz. Zur Spielzeit 2021/22 wechselte er danach für eine Ablöse von 400.000 € wiederum in die Türkei, wo er bis heute bei Hatayspor spielt. Nach dem Erdbeben vom 6. Februar 2023 beendete Hatayspor seine Teilnahme an der Saison 2022/23. Adekugbe wurde daraufhin von Galatasaray Istanbul ausgeliehen. Die Gelb-Roten hatten für den Kanadier eine Kaufoption von über eine Million Euro. Im Sommer 2023 kehrte er nach Vancouver zu den Whitecaps zurück.

### Nationalmannschaft
Seinen ersten bekannten Einsatz in der kanadischen A-Nationalmannschaft hatte er am 8. September 2015 bei einem 1:1 gegen Belize, während der Qualifikation für die Weltmeisterschaft 2018, hier wurde er zur 82. Minute für Nikolas Ledgerwood eingewechselt. In den nächsten Jahren kam er dann in ein paar Freundschaftsspielen zum Einsatz, war aber auch beim Gold Cup 2017 dabei. Anschließend kam er noch in zwei weiteren Nations-League-Partien zum Einsatz.
Nach zwei Freundschaftsspielen im Jahr 2020 kam er ab März 2021 dann auch in der Qualifikation für die Weltmeisterschaft 2022 zum Einsatz. Im Sommer des Jahres war er auch mit seiner Mannschaft beim Gold Cup 2021 und erreichte hier das Halbfinale. Nach zahlreichen weiteren Qualifikationsspielen wurde er dann auch später Teil des finalen Turnier-Kaders bei der Weltmeisterschaft 2022.

## Erfolg
Mit Galatasaray Istanbul
- Türkischer Meister: 2023